# Carla Salomé Rocha
Carla Salomé Rocha (* 25. April 1990 in Vizela) ist eine portugiesische Leichtathletin, die sich auf den Langstreckenlauf spezialisiert hat.

## Sportliche Laufbahn
Erste internationale Erfahrungen sammelte Carla Salomé Rocha bei den Crosslauf-Europameisterschaften 2007 in Toro, bei denen sie nach 15:02 min den 31. Platz im U20-Rennen belegte. Im Jahr darauf schied sie bei den Juniorenweltmeisterschaften in Bydgoszcz mit 10:49,19 min im Vorlauf über 3000 m Hindernis aus und im Dezember wurde sie bei den Crosslauf-Europameisterschaften in Brüssel nach 14:56 min 44. im U20-Rennen. 2009 kam sie bei den Junioreneuropameisterschaften in Novi Sad mit 10:55,74 min nicht über die Vorrunde im Hindernislauf hinaus und bei den Crosslauf-Europameisterschaften in Dublin lief sie nach 14:41 min auf dem elften Platz im U20-Rennen ein. Im Jahr darauf belegte sie bei den Ibero-Amerikanischen Meisterschaften in San Fernando in 10:02,02 min den vierten Platz im Hindernislauf und gelangte mit 9:19,46 min auf den achten Platz im 3000-Meter-Lauf. Im Dezember wurde sie bei den Crosslauf-Europameisterschaften in Albufeira nach 21:06 min 17. im U23-Rennen. Bei den Crosslauf-Weltmeisterschaften 2011 in Punta Umbría lief sie nach 28:25 min auf dem 77. Platz im Einzelrennen ein und im Juli belegte sie bei den U23-Europameisterschaften in Ostrava in 34:46,29 min den siebten Platz im 10.000-Meter-Lauf. Daraufhin gelangte sie bei den Crosslauf-Europameisterschaften in Velenje nach 20:20 min auf den neunten Platz im U23-Rennen und sicherte sich in der Teamwertung die Bronzemedaille hinter den Teams aus dem Vereinigten Königreich und Deutschland. Im Jahr darauf schied sie bei den Europameisterschaften in Helsinki mit 10:02,00 min im Vorlauf über 3000 m Hindernis aus und im Dezember belegte sie bei den Crosslauf-Europameisterschaften in Szentendre in 21:05 min den siebten Platz im U23-Rennen.
Bei den Crosslauf-Weltmeisterschaften 2013 in Bydgoszcz gelangte sie nach 26:01 min auf den 44. Platz und anschließend belegte sie bei der Sommer-Universiade in Kasan in 16:24,14 min den fünften Platz im 5000-Meter-Lauf und gelangte über 10.000 Meter mit 33:44,27 min auf Rang sechs. Im Dezember wurde sie bei den Crosslauf-Europameisterschaften in Belgrad nach 27:13 min Neunte im Einzelrennen. Im Jahr darauf gelangte sie bei den Europameisterschaften in Zürich mit 33:05,49 min den 16. Platz über 10.000 Meter und wurde anschließend bei den Crosslauf-Europameisterschaften in Samokow nach 29:20 min Zehnte. Bei den Crosslauf-Europameisterschaften 2015 in Hyères wurde sie nach 26:54 min 21. und im Jahr darauf erreichte sie bei den Europameisterschaften in Amsterdam mit 32:57,44 min den zwölften Rang über 10.000 Meter. Über diese Distanz nahm sie anschließend an den Olympischen Sommerspielen in Rio de Janeiro teil und wurde dort mit 32:06,05 min 26. Im Dezember gelangte sie bei den Crosslauf-Europameisterschaften in Chia mit 26:32 min auf den 18. Platz. 2017 lief sie bei den Weltmeisterschaften in London nach 32:51,71 min auf dem 28. Platz über 10.000 Meter ins Ziel und im Jahr darauf wurde sie bei den Crosslauf-Europameisterschaften 2018 in Tilburg nach 27:48 min 28. 2019 wurde sie bei den Weltmeisterschaften in Doha nach 2:58:19 h 28. im Marathonlauf und anschließend belegte sie bei den Crosslauf-Europameisterschaften in Lissabon in 28:13 min den zehnten Platz im Einzelbewerb und sicherte sich in der Teamwertung die Bronzemedaille hinter den Teams aus dem Vereinigten Königreich und Irland. 2021 nahm sie im Marathonlauf an den Olympischen Sommerspielen in Tokio teil und erreichte nach 2:34:52 h den 30. Platz. 2024 wurde sie bei den Europameisterschaften in Rom in 1:11:42 h 24. im Halbmarathon.
2013 wurde Rocha portugiesische Meisterin im 3000-Meter-Hindernislauf sowie 2013 und 2016 über 5000 Meter. Zudem wurde sie 2021 Landesmeisterin im 10.000-Meter-Lauf sowie 2020 im 10-km-Straßenlauf.

## Persönliche Bestzeiten
- 5000 Meter: 15:52,17 min, 27. Juli 2014 in Lissabon
  - 3000 Meter (Halle): 9:10,86 min, 17. Februar 2013 in Pombal
- 10.000 Meter: 32:05,82 min, 21. Mai 2016 in London
- 10-km-Straßenlauf: 32:22 min, 11. Januar 2015 in Maia
- Halbmarathon: 1:11:42 h, 9. Juni 2024 in Rom
- Marathon: 2:24:47 h, 28. April 2019 in London
- 3000 m Hindernis: 9:51,91 min, 12. Mai 2012 in Lissabon